# Sarah Doudney
Sarah Doudney (Isola di Portsea, 15 gennaio 1841 – Oxford, 8 dicembre 1926) è stata una scrittrice e poetessa britannica.

## Biografia
Sarah Doudney frequenta la Madame Dowell’s school, presso la città di Southsea. A quindici anni vede pubblicare la sua prima opera, The Lesson of the Water Mill su un giornale religioso anglicano denominato The Churchman’s Family Magazine. Doudney è cresciuta in una famiglia con una forte educazione religiosa e, che tra i propri membri, aveva uno zio pastore protestante noto per essere l'editore di The Gospel Magazine. Oltre a realizzare una cospicua produzione letteraria di romanzi e poesie, Doudney collabora su All the Year Round. Alla morte dei genitori, decide di trasferirsi a Oxford.

## Opere
- The Angels of Christmas, 1870.
- Harvest Hymn, 1870.
- Psalms of Life, 1871.
- Under Gray Walls, 1871.
- Faith Harrowby: Or the Smugglers' Cave, 1871.
- Archie's Old Desk, 1872.
- Self-pleasing. A New Year's Address to Senior Scholars, 1872.
- The Beautiful Island, and Other Stories (the other stories by other authors), 1872.
- Loser and Gainer, 1873.
- Janet Darney. A Tale of Fisher-life in Thale Bay, 1873.
- Wave upon Wave, 1873.
- Marion's Three Crowns, 1873.
- The Cottage in the Woods, and other tales, 1874.
- Miss Irving's Bible, 1875.
- Oliver's Oath, and How He Kept It, 1875.
- The Great Salterns, 1875.
- Nothing But Leaves, 1875.
- The Pilot's Daughters, 1875.
- Brave Seth, 1877.
- Stories of Girlhood, or the Brook and the River, 1877.
- Monksbury College: A Tale of Schoolgirl Life, 1878.
- Faith's Revenge, 1879.
- The Scarlet Satin Petticoat, 1879.
- While It Is Day. A New Year's Address to Senior Scholars, 1879.
- A Story of Crossport, and Other Stories, 1879.
- Old Anthony's Secret, and Other Stories, 1879.
- Stepping Stones, a Story of our Inner Life, 1880.
- Strangers Yet. A Story, 1880.
- A Child of the Precinct, 1880.
- Stepping-Stones: A Story of Our Inner Life, 1880.
- Anna Cavaye; or, the Ugly Princess, 1882.
- Michaelmas Daisy. A Young Girl's Story, 1882.
- What's in a Name?, 1883.
- Miss Stepney's Fortune, 1883.
- Nelly Channell, 1883.
- A Woman's Glory, 1883.
- The Strength of Her Youth, 1884.
- A Long Lane with a Turning, 1884.
- When We Two Parted. A Tale, c. 1884.
- Prudence Winterburn, 1885.
- Who Is the Enemy? and How He Was Discovered. A tale, 1886.
- When We Were Girls Together, 1886.
- The Missing Rubies, 1887.
- A Son of the Morning, 1887.
- Thy Heart's Desire. A Story of Girls' Lives, 1888.
- Miss Willowburn's Offer, 1888.
- The Vicar of Redcross; Or, Till Death Us Do Part, 1888.
- Under False Colours, 1889.
- Where the Dew Falls in London. A Story of a Sanctuary, 1889.
- Christmas Angels (in verse), 1890.
- The Family Difficulty: The Story of a Young Samaritan, 1891.
- Godiva Durleigh, 1891.
- Where Two Ways Meet, etc., 1891.
- Drifting Leaves, 1892.
- My Message, 1892.
- Voices in the Starlight, 1892.
- The Love-Dream of Gatty Fenning. A Tale, 1892.
- Through Pain to Peace, 1892.
- A Romance Of Lincoln's Inn, 1893.
- Violets for Faithfulness (verse), 1893.
- Louie's Married Life, 1894.
- Katherine's Keys. A Tale, 1896.
- A Vanished Hand, 1896.
- Bitter and Sweet. A Story, 1896.
- Pilgrims of the Night, 1897.
- Lady Dye's Reparation, 1901.
- Silent Strings, 1904.
- One of the Few, 1904.
- A Cluster of Roses, 1906.
- Shadow and Shine, 1906.
- When My Ship Comes Home, 1906.
- Thistle-Down.
- My Wish for Thee.
- Con Bond Andrews, The Lesson of the Water Mill.